# 甘绩华
甘绩华（1932年—），男，四川荣昌人，中国法学家，曾任中国政法大学常务副校长，中国法学会副会长，国际律师联盟副主席。